# Анадырь (пароход)
«Анадырь»— советский грузопассажирский пароход, головное судно типа «Анадырь», служивший в советском торговом флоте в 1931—1968 годах.
Судно было построено на судостроительном заводе № 189 в Ленинграде и эксплуатировалось Главным управлением Северного морского пути (ГУСМП). Было введено в строй в 1933 году.

## Технические данные
Класс Регистра СССР: Л*Р4/1С *РСМ
Район плавания: неограниченный.
Дальность плавания: 3200 миль
Экипаж и обслуживающий персонал: 73 чел.
Пассажировместимость: 1 класс — 18 чел., 2 класс — 42/46 чел., палубная — 268 чел.
Валовая вместимость: 3554 рег.т
Чистая вместимость: 1963 рег.т
Дедвейт(полная грузоподъёмность судна): 3617 т
Длина: 100,49 м
Ширина: 14,05 м
Высота борта: 8,75 м
Осадка : 3,00/6,02 м
Тип ГД: паровая машина тройного расширения (Балтийский завод, Ленинград, СССР)
Мощность ГД: 1 х 1500 л. с.
Скорость: 10,5 уз.
4 грузовых трюма общей вместимостью 5126 м³ (киповая), 5383 м³ (насыпью).
10 грузовых стрел грузоподъемностью 1 х 30,0 т, 1 х 15,0 т, 2 х 5,0 т и 6 х 3,0 т
Приписка: Владивосток (1934)

## Служба
В мае 1931 года пароход «Анадырь» начал проходить ходовые испытания. В июне 1932 году пароход был направлен в первую Северо-восточную арктическую экспедицию с целью доставки пассажиров и грузов на Колыму в адрес Дальстроя. Но в связи со сложной ледовой обстановкой судно пришлось зазимовать во льдах. Летом 1933 года «Анадырь» был снова зажат льдами и вторично зимовал в Арктике. Зимовка была связана с серьезными трудностями, не хватало продовольствия, у людей началась цинга, а некоторые не могли даже двигаться. В 1935 году пароходы «Анадырь» и «Сталинград» впервые совершили сквозное плавание по Северному морскому пути с востока страны на запад.
Летом 1936 года «Анадырь» был передан в аренду Главному управлению Северного морского пути и был включен в состав экспедиции особого назначения (ЭОН-3), с целью перевода эсминцев «Сталин» и «Войков» по Севморпути из Мурманска во Владивосток. 1 августа 1936 гола, начался первый переход советских военных кораблей, трассе Северного морского пути — эсминцы «Сталин» (до 31.12.1922 г. — «Самсон») и «Войков» (бывший «Гарибальди», «Лейтенант Ильин», «Троцкий»), сопровождал экспедицию ледорез «Ф.Литке» и парохода «Анадырь».
С 1937 году судно стало активно эксплуатироваться на Севере.
В 1938 году пароход был передан Владивостокской морской конторе Севморпути.
Уже в 1940 году вошел в состав судов Владивостокского арктического морского пароходства Главсевморпути, как товаропассажирский пароход-снабженец.

### Период ВОВ
Летом 1942 года «Анадырь» перешел Северным морским путем в Архангельск, где был поставлен на ремонт на заводе «Красная кузница».
С 15 июня по 20 декабря 1943 года — находился в составе военных транспортов Северного флота. Осенью того же года возвращен во Владивосток.
Вновь мобилизован в ВМФ во время войны с Японией .
С 9 августа по 3 сентября 1945 года «Анадырь» числился в отряде ледоколов Тихоокеанского флота.

### По окончании ВОВ
После окончании войны «Анадырь» вернули в систему Главсевморпути, где он эксплуатировался до июня 1957 года. После 1957 года передан Дальневосточному морскому пароходству.
В 1964 году — служил учебным судном пароходства.
В 1965 году судно было передано Владивостокскому рыбному порту где и было переименовано в «Вертикал».
Пароход «Анадырь» в 1964 г. был передан Владивостокскому рыбному порту. «Красноярск» в 1963 г. был передан УТРФ, а в 1968 г. выведен из состава действующего флота и переоборудован в плавмастерскую.